# Khu Kam
Khu Kam (tailandês: คู่กรรม) é um filme de 2013 dirigido por Kittikorn Liasirikun. Adaptado do romance Khu Kam, por Thommayanti, o filme descreve um triângulo amoroso entre um oficial da Marinha Imperial Japonesa e uma tailandesa que está envolvida com a resistência. A história se passa na Tailândia, durante a Segunda Guerra Mundial. O filme foi lançado em 4 de abril de 2013 e foi um dos cinco maiores sucessos de bilheteria, de filmes tailandeses, em 2013.
Estrelado por Nadech Kugimiya como Kobori, um oficial nipônico que está nas tropas japonesas que invadiram o Reino de Sião (atual Tailândia), e Oranate D. Caballes como Angsumalin (Hideko), tailandesa que tem sentimentos confusos em relação a Kobori, devido a culpa que sente por causa do compromisso que tem com seu namorado, que foi estudar na Inglaterra, e também ao seu sentimento nacionalista. A história retrata o primeiro amor a partir da perspectiva de jovens e como isso afeta suas vidas e aspirações.
O filme foi a estreia de Nadech Kugimiya e Oranate D.Caballes no cinema.

## Enredo
Situado em 1939, início da Segunda Guerra Mundial, o filme inicia-se com Angsumalin encontrando seu amigo de infância, um jovem tailandês chamado Vanus, que parte para a Inglaterra com o propósito de complementar seus estudos, e espera que Angsumalin aguarde seu retorno para se casarem.
Pouco tempo depois, o Reino de Sião é invadido pelas forças militares japonesas. Em Thonburi, região de Bangkok, no Rio Chao Phraya, a Marinha Imperial Japonesa estabelece uma base onde as forças são lideradas por Kobori, um capitão jovem e idealista. Um dia ele vê Angsumalin nadando no rio e apaixona-se imediatamente. Ela, que possui um grande orgulho nacionalista, o menospreza por ser um estrangeiro.
No entanto, Kobori persiste em aproximar-se, e um relacionamento começa a se desenvolver. Angsumalin encontra em Kobori um rapaz gentil, mas mantém seus sentimentos em segredo devido a guerra e seu envolvimento com a resistência.
Em seguida, por motivos políticos, o pai de Angsumalin - que é o líder da resistência, insiste que ela se case Kobori. Entendendo que Angsumalin não estava se casando por amor, Kobori compromete-se a não tocar-lhe, mas ele quebra a promessa após o casamento.
Apesar disso, Angsumalin desenvolve ternos sentimentos por Kobori, mas ainda é dilacerada por sentimentos de culpa devido a sua nação e a Vanus.

## Elenco
- Nadech Kugimiya como Kobori
- Oranate D.Caballes como Angsumalin (Hideko, em japonês)
- Nitis Warayanon como Vanus
- Surachai Juntimakorn como Pol
- Mongkol U-tok como Bua
- Tatsunobu Tanikawa como Yoshi
- Kullapong Boonnak como pai de Angsumalin
- Mereena Mungsiri como mãe de Angsumalin
- Jumnean Jareansub como avó Angsumalin